# باي جينغ
كانت باي جينغ (الصينية: بينيين: باي جونج) (4 يونيو 1983 - 28 فبراير 2012) ممثلة صينية اشتهرت بدورها في فيلم 2010 Kung Fu Wing Chun حيث لعبت دور البطولة الصينية الشعبية Yim Wing- Chun.
التقت باي جينغ بتشو في تشينغهاي، رجل الأعمال الملياردير الذي جمع ثروته في الاستثمارات لأول مرة في عام 2004،  كان تشو لا يزال متزوجًا من امرأة أخرى أنجب منها ولدًا. استثمر تشو مبلغًا كبيرًا من المال في مهنة التمثيل في باي، من أجل الزواج منها، طلق تشو زوجته في عام 2006، على الرغم من اعتراضات والدته وأصدقائه.
سجل تشو وباي زواجهما في مارس 2008، وتزوجا في أكتوبر 2010، على الرغم من اعتراضات والدة تشو المستمرة. في عام 2011، ذهب تشو وباي ومدرب اللياقة البدنية تشياو يو إلى هاينان لقضاء عطلة.

## محاولة الاحتيال في الطلاق
بعد زواجهما، دخلت باي جينغ في علاقة غرامية مع تشياو يو وتواطأ الاثنان في التآمر على زوجها للحصول على 9.6 مليون يوان وسيارة أودي A8.
وفي اليوم الأول من يناير2012، التقت باي جينغ والدة تشو، وأخبرتها عن قرارها  بتطليق ابنها، وقد عانت والدته من نوبة قلبية وماتت بعدما سمعت ذلك. ثم بعد ذلك انجرفت علاقات باي وتشو .
في 13 فبراير 2012 ، قدمت باي جونج دعوى الطلاق إلى محكمة Beijing Chaoyang الشعبية، قائلة إن تشو كانت لديه عشيقة، بحوزتها مواد إباحية، وارتكبت أعمال عنف منزلي والعديد غيرها. وذكرت أيضًا أنها لم تكن على علم بأن تشو كان لديه زوجة سابقة وابنًا.

## وصلات خارجية
- باي جينغ على موقع IMDb (الإنجليزية)
- باي جينغ على موقع قاعدة بيانات الفيلم (الإنجليزية)